# Studentenvereniging
Een studentenvereniging is een type studentenorganisatie, waarbij de leden student zijn of zijn geweest. Een studentenvereniging heeft een bepaalde activiteit tot doel: meestal het bevorderen van contacten tussen studenten onderling en tussen studenten en oud-studenten, wat met name het geval is bij studentengezelligheidsverenigingen. Daarnaast zijn er ook studentensportverenigingen en studentenverenigingen die rond een inhoudelijk thema of principe werken, zoals een politieke ideologie, een filosofisch beginsel, internationale betrekkingen of een religieuze overtuiging.
Daarnaast zijn er nog studieverenigingen en studiestichtingen die zich op één of meerdere studies richten en daarbij, naast het sociale aspect, diensten verleent die relevant zijn voor de studie, zoals lezingen, stages en studiereizen. Een studentenvereniging is niet hetzelfde als een studentenclub: een club is exclusiever dan een vereniging en daarom meestal ook veel kleiner. Bij een studentenclub moet men gevraagd worden, terwijl bij de meeste studentenverenigingen dit niet het geval is.

## De studentenvereniging in Nederland
Tot 1725 was het in Nederland gebruikelijk dat studenten zich aansloten bij organisaties van studenten uit dezelfde streek. Deze werden nationes genoemd. Universiteiten stonden overigens altijd negatief tegenover de nationes. Met name de voortdurende vechtpartijen, waarbij leden het gebruik van wapens niet schuwden, was aanleiding tot het regelmatig verbieden van dit soort verenigingen door de universiteitsbesturen.
Na de Franse tijd worden de corpora opgericht, waarvan het eerste wordt opgericht op 4 februari 1815, het Groninger Studenten Corps Vindicat atque Polit. Deze corpora zijn ontstaan uit de Groensenaten die in alle academiesteden voorkwamen. Binnen de corpora zie je vandaag de dag nog nazaten van de nationes, de zogenaamde streekgenootschappen of bittergenootschappen. Rond de Belgische afscheiding (1830-1839) vond men binnen de corpora dat Nederland ook door de studenten verdedigd moest worden, zoals eerder in de geschiedenis ook al was gebeurd. De studentenweerbaarheidsverenigingen werden daartoe binnen de corpora opgericht. Ook deze weerbaarheidsverenigingen bestaan nog. Het verhaal gaat dat ze slechts één keer in een oorlog "meevochten" (de Belgische afscheiding), waarbij de enige dode een jongen was die in zijn dronkenschap uit een boom viel tijdens de Tiendaagse Veldtocht. Van werkelijke betrokkenheid kwam het niet, want vlak daarna moest het Nederlandse leger zich onder Franse druk terugtrekken.
Tot het eind van de 19e eeuw waren de studentencorpora de enige verenigingen. Al in de jaren zeventig en tachtig van de 19e eeuw daalde het percentage studenten met een hoge afkomst, en bleken de hoge kosten van lidmaatschap bij een van de Corpora voor een groeiend aantal studenten niet op te brengen. Hierdoor ontstonden de Bonden, met als eerste (nog bekende) de Utrechtsche Studenten Bond in 1884, gevolgd door de Amsterdamsche Studenten Bond in 1885. Deze bonden kenden voor het eerst een gelijkwaardigheid der leden, gemakkelijke toetreding (geen ontgroening) en lage financiële lasten. De meeste Bonden overleefden het echter niet, en verdwenen weer na enige tijd, de Utrechtsche Studenten Bond fuseerde al in 1885 met het USC. De enige bond die tot op de dag van vandaag bestaat is de Delftsche Studenten Bond. Vanaf 1886 ontstonden er in verschillende steden ook studentenverenigingen met een religieuze grondslag, met name rooms-katholieke en gereformeerde verenigingen, die zich elk in een eigen Unie verenigden, respectievelijk het latere Aller Heiligen Convent (AHC) en de Unie der Societas Studiosorum Reformatorum (SSR). De Bonden die wel levensvatbaar bleken werden opgevolgd door de Unitates en verenigden zich eveneens, een verband dat later uit zal groeien tot de Federatie van Unitates en Bonden (FUB).
Na de Tweede Wereldoorlog steeg het aantal studenten en daarmee het aantal leden nog verder, waardoor het fenomeen jaarclub zijn opgang maakte. De verenigingen werden namelijk zo groot dat er behoefte kwam aan een vaste vriendenkring van 10-20 personen. In de loop der tijden is de jaarclubstructuur de pijler onder veel grotere verenigingen geworden, hoewel een aantal verenigingen ervoor heeft gekozen een dispuutstructuur te gebruiken.
De jaren 60 en 70 van de 20e eeuw brachten grote veranderingen. Ontgroeningen raakten uit de tijd, net als de verschillende andere gewoonten en gebruiken. Het studentenleven binnen de verenigingen werd als een "elitair gebeuren" gezien, dat volledig uit de tijd was. Er ontstonden kleine groeperingen die zich van de grote vereniging afscheidden, omdat ze zich niet meer in de oude verenigingen thuisvoelden. Binnen de reeds bestaande verenigingen ontstond er discussie over het zijn van een vereniging waar slechts studenten van lid mochten worden. Een deel van de verenigingen besloot zich dan ook om te zetten naar open jongerenverenigingen. Binnen de grote verenigingen van het AHC en de SSR ontstonden er discussies over de religieuze grondslag, wat bij een groot aantal van de verenigingen leidde tot een grondslagwijziging waarbij het geloof meer en meer naar de achtergrond gedrongen werd. De corpora werden door deze ontwikkelingen geconfronteerd met een dalend ledental. Een van de directe gevolgen was het fuseren van een aantal ongemengde corpora, hoewel Utrecht vandaag de dag nog steeds een ongemengd corps kent.
In de jaren 80 en jaren 90 van de 20e eeuw kwam er een ommekeer in deze ontwikkeling. Het aantal leden nam bij de studentenverenigingen weer toe, en een aantal verenigingen die een open vereniging waren geworden werden weer een vereniging alleen voor studenten. Mores werden in ere hersteld, jasje-dasje kwam weer in zwang en ook ontgroeningen werden weer ingesteld.
In Nederland is nog steeds een groot aantal studentengezelligheidsverenigingen te vinden, die in een aantal groepen onder te brengen zijn:
- De corpora, verenigd in de Algemene Senaten Vergadering (ASV). Traditionele verenigingen, op liberale leest geschoeid. Meestal zijn zij de grootste en oudste verenigingen in een stad. Vindicat atque Polit (Groningen) is hiervan de oudste.
- Het intercity verbond, bestaande uit Unitas Amsterdam, Unitas Utrecht, Augustinus Leiden en S.S.R. Rotterdam. Dit verbond behoort tot de moderne groep en is opgericht in 2001.
- De van oorsprong katholieke verenigingen, verenigd in het AHC. De meeste zijn traditionele verenigingen, waar het geloof geen grote plaats meer heeft. Vaak komt de religieuze grondslag nog enkel tot uiting in een lijfspreuk of een traditioneel lied van de vereniging.
- Een breed scala aan "open verenigingen", variërend van gematigd traditioneel tot absoluut niet traditioneel, deels afhankelijk van hun ontstaansgeschiedenis. Dit kunnen ex-gereformeerde verenigingen zijn, afsplitsingen van de corpora of andere verenigingen die in de loop van de tijd ontstaan zijn.
- De confessionele verenigingen, met name christelijk en islamitisch. Hierbij is het geloof een wezenlijk onderdeel van de activiteiten: naast borrels en feesten worden bijvoorbeeld ook heilige teksten besproken. De meeste verenigingen zijn niet groot, met een aantal uitzonderingen. De meeste christelijke verenigingen maken deel uit van de Ichthus Verenigingen, de Alpha Studentenverenigingen, de Navigators Studentenverenigingen, C.S.F.R. (reformatorisch) of HBOLOOG (HBO-verenigingen) en VGS-Nederland (WO-verenigingen) (beide gereformeerd).
- De open jongerenverenigingen. Hoewel ze zich niet alleen op studenten richten, worden ze vaak wel tot de studentenverenigingen gerekend, aangezien deze verenigingen veelal bezocht en beheerd worden door studenten.
- Sinds het eerste decennium van de 21e eeuw ontstaan er lhbt-studentenverenigingen, die zich speciaal richten op studenten die zich als bijvoorbeeld lesbisch, homoseksueel, biseksueel of transgender identificeren, of andere identiteiten op het gebied van seksualiteit en/of gender aannemen.

Vetes tussen verenigingen zijn bekend onder studenten. De corpora en linksere verenigingen mogen zich graag tegen elkaar afzetten. Daarnaast zijn het corps en het AHC in vrijwel iedere stad elkaars concurrenten. Vroeger vochten nationes hun geschillen op straat uit, waarbij het gebruik van straatstenen, sabels en degens niet geschuwd werd. Nu worden geschillen op een ludiekere manier uitgevochten, door bijvoorbeeld elkaars vlaggen te stelen, of "in te vechten". Hierbij vinden ook incidenten plaats die de krant halen, zoals de actie van SSN Roland eind jaren 50 waarbij leden een inval deden in de sociëteit van RKSV Albertus Magnus en daar gestolen vaandels met behulp van traangas terugnamen. Dit werd overigens wel beschouwd als een overschrijding van het toelaatbare.

## De studentenvereniging in Vlaanderen
In Vlaanderen is de typische naam van de gezelligheidsverenigingen voor studenten studentenclub. Dit zijn kleine of middelgrote verenigingen van studenten die zich groeperen met het primaire of uitsluitende oogmerk sociale activiteiten te ontplooien. Er bestaat een veelvoud aan studentenclubs en er bestaan grote verschillen tussen de clubs in de studentensteden onderling. De oudste studentenclubs groeperen zich naar regionale herkomst van de leden en zijn streekgebonden. De jongere studentenclubs groeperen zich op toevallige wijze, of op basis van sociale herkomst van de leden.
Er bestaat een verschil tussen de studentenverenigingen aan de grote universiteitssteden, en de studentenverenigingen aan de kleinere hogescholen en instellingen van hoger onderwijs. Studentenverenigingen zijn soms gemengd, soms exclusief toegankelijk voor mannelijke of vrouwelijke studenten.
Studentenverenigingen hanteren diverse studententradities. In Vlaanderen zijn er twee grote breuklijnen in de verschillende studententradities. Enerzijds is dit de tegenstelling tussen tradities die binnen een katholiek milieu zijn ontstaan, bijvoorbeeld de Katholieke Universiteit Leuven, en tradities die binnen een vrijzinnig milieu zijn ontstaan, bijvoorbeeld de Vrije Universiteit Brussel. Anderzijds is dit de tegenstelling tussen tradities die binnen een typisch Vlaams-Nederlandstalig kader zijn ontstaan, en de tradities die in een unitair-Belgisch-Franstalig kader zijn ontwikkeld. Het dragen van witte jassen bijvoorbeeld behoort typisch tot de vrijzinnige studententraditie, evenals het gebruik van de crapuleuze, een studentenpet met een zeer lange klep. Het dragen van een 'calotte' of 'toque', een astrakan muts naar model van de Pauselijke Zoeaven is een typisch katholieke traditie. Deze traditie is tegelijkertijd een feitelijke unitair-Belgische-Franstalige traditie, omdat katholieke Vlamingen sedert jaar en dag een studentenpet naar Duits model dragen.
Naast de studentenvereniging bestaat de faculteitskring. Dit zijn middelgrote tot grote verenigingen van studenten die zich groeperen met meervoudig oogmerk. Het ontplooien van sociale activiteiten is er een van. Maar het behulpzaam zijn in de studie, door het behartigen van studentenbelangen en het leveren van cursussen is een ander oogmerk. Een faculteitskring kenmerkt zich hierdoor dat ze altijd studenten groepeert uit dezelfde studierichting of faculteit van dezelfde grotere universiteit, of van dezelfde kleinere hogeschool of instelling van hoger onderwijs. Faculteitskringen zijn altijd gemengd. Deze verenigingen zijn desondanks niet aan te merken als wat in Nederland onder studievereniging bekendstaat, aangezien het studieaspect meestal bijkomstig is.
Een vereniging voor Nederlandse studenten in België is Hollandia Lovaniensis. Deze bevindt zich in de universiteitsstad Leuven. Het is een van de oudste verenigingen (oprichting 1886) en zeer traditioneel.

### Vlaamse (katholieke) traditie

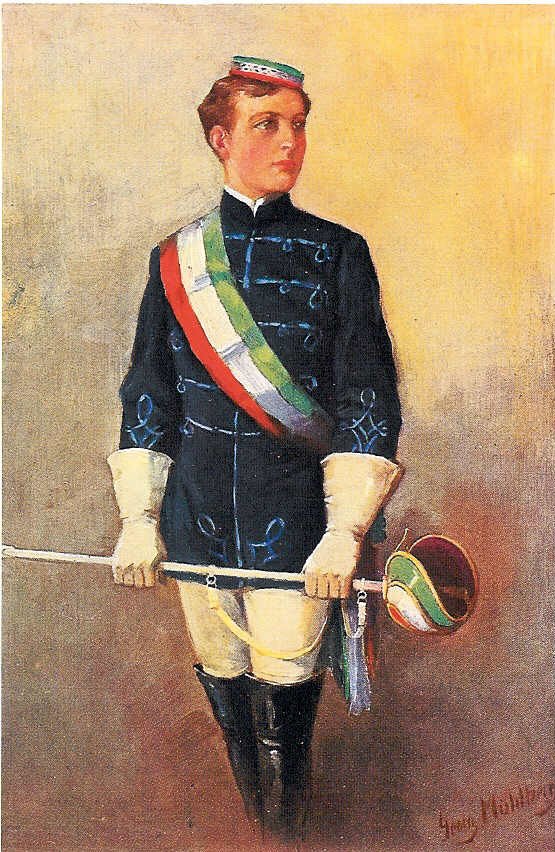
Corpsstudent in vol ornaat. Dit is enkel nog gebruikelijk bij onder andere K.A.V. Lovania Leuven en Corps Flaminea.

De van oorsprong katholieke traditie, die de codex van KVHV hanteert, komt naast de liberale traditie het meest voor in Vlaanderen. Het historisch voorbeeld van deze verenigingen zijn de Duitse Studentenverbindung, met KVHV en K.A.V. Lovania Leuven als pioniers, hoewel er een aantal lichte mutaties in Vlaanderen ingang hebben gevonden.

#### Pet en lint
In Ons Leven, 20e jaargang, nummer 13, wordt de invoering van een eigen Vlaamse Verbondspet, in tegenstelling tot de algemeen Belgische crapuleuze of de katholiek Belgische toque omschreven als de eerste heuse Vlaamsche pet. Edmond de Goeyse relativeert dit en stelt in zijn bijdrage Studentenpetten en ruzies erom te Leuven aan het boek O vrij studentenheerlijkheid - Historisch-studentikoze schetsen dat deze pet wel een eigen pet was voor de Vlaamse studenten, maar dat oorsprong en wezen Duits zijn. Ze werd gewoon integraal overgenomen uit de algemeen Duitse studententradities.
Het was Jef van den Eynde die de grote gangmaker was van de eerste eigen Vlaamse studentenpet. Hij vond steun bij bevriende commilitones, zoals Alfons de Groeve, Juul Spincemaille, Filip van Isacker, Hubert Verwilgen en professor Lodewijk Scharpé. Allen deelden zij zijn bekommernis het studentenleven te Leuven op te voeren tot een hoog cultureel peil en te veredelen.
Van den Eynde baseerde zich concreet op twee voorbeelden die aanwezig waren te Leuven. enerzijds was dit het toen veel gespeelde romantische toneelstuk Alt-Heidelberg van Wilhelm Meyer-Förster over het corpsleven in Heidelberg (zoals dat vandaag in Vlaanderen enkel wordt gepleegd door Corps Flaminea). Anderzijds was dit de Katholische Academische Verbindung Lovania zu Löwen.
Alt-Heidelberg was een uitermate kleurrijk en populair toneelstuk. Een verslag in Ons Leven, 19e jaargang, nummer 8-9 stelt overtuigend: Vooral sedert de opvoering van Oud-Heidelberg houden wij aan gebruiken en voorwerpen die den student eigen zijn en hem later zijn studentenleven zullen herinneren. Die pracht van kleuren, die bonte wemeling van petten en driebanden wierpen als een gefonkel van lentezon in onze feesten van het Vlaams Verbond. Jef van den Eynde was zelf lid van Lovania Löwen en kwam daar rechtstreeks in aanraking met de Duitse studententradities in het algemeen, en de katholieke variant daarvan in het bijzonder. Deze variant was bijzonder sterk aanwezig, daar Lovania een dochter was van de oudste katholieke studentenvereniging van Duitsland, Bavaria Bonn, een vereniging die tot op heden een bijzonder hoge graad van zelfbewustzijn heeft.
Een kleine ronde pet uit laken met een kort lederen klepje werd gekozen in 1907 als Vlaamse standaard. Deze werden besteld bij de Studentenutensilien und Couleurbandfabrik Carl Roth uit het Beierse Würzburg. De kleur van de pet en de driekleurige band rondom de pet verschilden van gouwgilde tot gouwgilde, en van club tot club. Elke gouwgilde en club hadden hun eigen kleuren. Er waren groene, rode, paarse, blauwe, wijnkleurige, oranje en witte petten. Op deze petten werden geen faculteitskentekens noch jaarsterren gedragen. Dit is tot op heden nog steeds de traditionele regel in KVHV-Leuven. Ook de bierpetjes die tot op heden door menig Vlaamse studentenclub worden gedragen, waren reeds aanwezig bij Lovania en werden door inactieve leden gedragen tijdens activiteiten. Dergelijke petten waren echter zeer duur in aankoop. In 1907 varieerde de prijs tussen de 2,50 en 3,00 Reichsmark. Deze kosten werd integraal door Jef van den Eynde gedragen.
Toentertijd werd nog van driebanden gesproken in plaats van het nu gebruikelijke linten. Deze tricolore linten werden gedragen in de klassieke breedte van 27 mm door zowel schachten, ouderejaars als oud-leden. Ook het brede Vlaamse preseslint van 100 mm vindt haar rechtstreekse oorsprong hier. De bestuursleden droegen namelijk dergelijke brede linten tijdens officiële plechtigheden. De enige Vlaamse toevoeging is het aanbrengen van het wapenschild van de vereniging op deze brede linten.
Wat de filosofie van het kleurdragen of Couleur tragen aangaat werd deze bewust overgenomen. Men droeg niet langer een of andere persoonlijke studentenpet, men droeg een corpspet, die Vlaamsche stambewustheid en solidariteit symboliseerde. Pet en lint symboliseerden één en dezelfde gedacht, namelijk kleur bekennen als katholiek en Vlaming en de onderlinge verbondenheid uitdragen.
Ook bij de vormvoorschriften wijken de Vlaamse tradities niet wezenlijk af van het historische voorbeeld. Slechts een lichte mutatie heeft in Vlaanderen ingang gevonden. In de Duitse traditie dragen schachten hun lint over de rechterschouder, in de Vlaamse traditie wordt het schachtenlint over de linkerschouder gedragen. Terwijl in de Duitse traditie, zoals nog steeds gepleegd bij Corps Flaminea, het onderscheid tussen schachten en ouderejaars visueel wordt duidelijk gemaakt door een van de drie kleuren van het lint weg te laten bij de schachten, totdat ze ontgroend worden, wordt in de Vlaamse traditie hiervan afgeweken. Schachten dragen ook drie kleuren in hun lint, maar dragen het over de linkerschouder. De oorzaak hiervan is waarschijnlijk te vinden in de hoge financiële kosten voor het aanmaken van dergelijke linten. Het hanteren van twee verschillende linten verdubbelt natuurlijk de kosten van dit studentikoos artikel, wat toentertijd niet vanzelfsprekend was.

#### Verbondsschild en monogram
Jef van den Eynde liet zich als lid inspireren door het wapenschild van Lovania om in 1902, toen het Vlaams Verbond ontstond na de splitsing van de unitaire Société Générale des Etudiants, haar een vormelijke identiteit te geven. Het concept werd volledig overgenomen, mutatis mutandis. Enkel, de driekleur en het monogram werden logischerwijze aangepast, en het wapenschild van het Hertogdom Brabant dat toen als unitair gold, werd vervangen door het wapenschild van het Graafschap Vlaanderen. Enkel in het rechterbovenkwartier werd in plaats van een verwijzing naar het academisch karakter een verwijzing naar de regionale gildenstructuur van de aangesloten studentenclubs ingevoegd.
Van den Eynde heeft ook het verenigingsmonogram ingevoerd. De enige innovatie die alhier is gebeurd, is dit monogram niet langer op basis van de Latijnse woorden vivat, crescat et floreat te doen maar op basis van de Nederlandse vertaling leve, groeie en bloeie. Dit monogram is echter het enige Nederlandstalige monogram gebleven. Later zou Edmond de Goeyse teruggrijpen naar het Latijnse origineel om de diverse clubmonogrammen te ontwerpen. Hierbij heeft hij in een meerderheid van de gevallen exacte kopieën genomen van reeds gehanteerde monogrammen die gangbaar waren in het Cartellverband der katholischen deutschen Studentenverbindungen.

#### Codificering
Als Jef van den Eynde de Duitse studententradities in Leuven heeft ingevoerd, heeft Edmond de Goeyse ze veralgemeend, door ze te codificeren en verplichtend op te leggen aan alle Vlaamse katholieke studentenclubs te Leuven. Hij deed dit door het oprichten van het Seniorenkonvent Leuven in 1928. Via deze weg wilde hij opnieuw trachten het Vlaamse studentenleven te veredelen. Hij was hieraan begonnen met de oprichting van Bezem Brussel in 1925, een traditionele studentenclub voor de Brusselse studenten te Leuven. Samen met Paul Lebeau en Willem Melis bundelde hij in het academiejaar 1927-1928 de krachten om de lessen van dit experiment in studententradities uit te dragen in Leuven. De Lovania werd toen heropgericht. Deze heeft een jaar bestaan vooraleer de werking werd stopgezet. Toch was de hier opgedane ervaring niet verloren en directe aanleiding voor het oprichten het het Leuvense SK. Willem Melis schrijft hierover in zijn bijdrage Persoonlijke herinneringen in het boek Bijdragen tot de geschiedenis van een generatie - Een liber amicorum voor mr. Willem Melis het volgende: Het kan wonder voorkomen, maar het is aan deze zeer kameraadschappelijke drinkgelagen, geordend door den rapierslag van de Letzeburgische preses Lovaniae, dat het Leuvense Seniorenkonvent twee jaar later gesticht, en de meteen ingevoerde cerevisen en de nieuwsoortige clublinten in eerste instantie hun ontstaan te danken hebben.

#### Nawerking tot vandaag
Het studentenleven aan de sedert 1425 bestaande Katholieke Universiteit Leuven heeft een grote uitstraling gekend. In de eerste plaats werden de katholieke en Vlaamse tradities die hier waren gevormd, naar vorm en inhoud overgenomen door andere katholieke studentenverenigingen in Vlaanderen, die verbonden waren aan andere onderwijsinstellingen. Dit gebeurde voor en na de Tweede Wereldoorlog. Van daaruit zijn ze verder verspreid geraakt in gans Vlaanderen en dienden na verloop van tijd als toonaangevend model voor studentikoziteit.
Natuurlijk bestaat er ook een uitgesproken vrijzinnige Vlaamse studententraditie, maar zelfs deze heeft wezenlijke elementen hieruit overgenomen. Na verloop van tijd werden er zelf, selectief, elementen geïntroduceerd in de Franstalige studententradities in België. Alhoewel deze tradities bij elke verdere veralgemening een stuk werden verwaterd, is de historische oorsprong nog duidelijk te duiden. Het minste elementen zijn overgenomen in de Franstalige vrijzinnige studentenwereld.
Zelfs in Zuid-Nederland zijn selectief vorm- en structuurelementen overgenomen uit deze traditie. Vooral in Maastricht kan men dit tot op vandaag vaststellen. De SV Circumflex Maastricht kent aldus het gebruik van het wapenschild en het monogram. Verder worden er cantussen en zangfeesten georganiseerd, en wordt gedeeltelijk dezelfde titulatuur gehanteerd voor de bestuursleden.
De algemene verloedering van de historische studententradities onder invloed van een algemene maatschappelijke terugval in normen en waarden heeft er vandaag voor gezorgd dat de historische studententradities bijna verdwenen zijn. Een steeds grote verwatering vindt plaats, zodat momenteel nauwelijks nog kan gesproken worden van traditionele studentikoziteit hoe dan ook. Een studentikoze barbarij is meer op zijn plaats in vele gevallen. Dit laatste was een grote bekommernis van Mon de Goeyse. In 1998 stelde hij nog dat hij een laatste boek wilde schrijven, indien hij hiertoe de kracht zou gehad hebben, getiteld: Ontstaan, bloei en ondergang van het Vlaamse studentenleven.

## Andere landen
Het fenomeen studentenvereniging zoals Nederland en Vlaanderen dit kennen is niet uniek. In Duitsland, Oostenrijk en Zwitserland bestaat een groot uitgebouwde structuur van studentenverenigingen, in de meest diverse verschijningsvormen. Andere landen, zoals Spanje, kennen studentenverenigingen in de vorm van disputen. Ook de Amerikaanse fraternities en sororities zijn in feite disputen, die echter niet gebonden zijn aan een of andere vereniging, en vaak over een eigen sociëteit beschikken. Zij kunnen een ontgroening kennen, maar dit is lang niet altijd het geval.